# Acanthocyclops parvulus
Acanthocyclops parvulus är en kräftdjursart som beskrevs av Strayer 1989. Acanthocyclops parvulus ingår i släktet Acanthocyclops och familjen Cyclopidae. Inga underarter finns listade i Catalogue of Life.